# Zotyk
Zotyk – imię męskie pochodzenia greckiego, wywodzące się od greckiego imienia Ζωτικος (Zotikos), które pochodzi od wyrazu ζωτικος (zotikos): "pełen życia, żywotny". Imię to nosili liczni święci w pierwszych wiekach chrześcijaństwa.
Zotyk imieniny obchodzi 20 kwietnia, 21 lipca, 21 października i 31 grudnia.